# KTV 국민방송
KTV 국민방송(國民放送, 영어: Korea TV)은 한국정책방송원이 운영하는 대한민국의 텔레비전 채널이다.

## 특징
광고방송(상업광고방송)이 없는 채널.

## 연혁
- 1995년 3월 1일 : 케이블TV 공익채널 K-TV 국립방송으로 개국.
- 1995년 3월 6일 : 평일 하루 4시간(저녁 5시 ~ 밤 9시), 일요일 하루 6시간(오전 11시 ~ 저녁 5시) 방송.
- 1995년 7월 : 평일 하루 7시간(저녁 5시 ~ 자정), 일요일 하루 10시간(오전 10시 ~ 자정) 방송.
- 1995년 7월 : 국회의정활동 개시.
- 2002년 3월 1일 : 디지털 위성방송(당시 CH 151) 및 실시간 인터넷 방송 실시.
- 2004년 5월 24일 : 국회방송의 정식 개국으로 인한 국회 생중계 채널 독립[2]
- 2005년 2월 1일 : 채널명을 KTV 한국정책방송으로 변경.
- 2005년 12월 1일 : 위성방송(KT스카이라이프) 채널을 CH 151에서 CH 520으로 변경
- 2009년 6월 1일 : 24시간 종일방송 개시.
- 2010년 12월 31일 : HD 방송 개시.
- 2014년 1월 1일 : 채널명을 KTV 국민방송으로 변경.
- 2014년 12월 15일 : 세종특별자치시 노을4로 13 정부세종청사별관(현 정부세종2청사)으로 이전.

## 케이블 번호
- 지역 SO마다 채널번호가 다르다.

## 프로그램
- 05국정감사 이슈현장
- 100년의 역사기행
- 1분뉴스
- 100살의 행복, 100살의 희망
- 2005！ 클린코리아
- 2006년 연두업무보고 브리핑
- 2007 남북정상회담 특별포럼
- 2007 남북정상회담 특집기획
- 2008 송년특집 KTV 스페셜
- 2011 신년방송좌담회 「대통령과의 대화, 2011 대한민국은!」
- 2011년 광역자치단체장에게 듣는다
- 2011년도 정부 업무보고
- 2012 10대 뉴스
- 2012년도 정부 업무보고
- 2013 실내무도아시아경기 대회
- 2013 업무보고 주요 정책
- 2013 업무보고 하이라이트
- 2014년 부처 업무보고
- 2015년도 정부업무보고
- 2018 동계올림픽 평창 평가단 기자회견
- 21C환경
- 21세기 국가전략 보고서
- 2만불시대
- 4대강 살리기 - 1000일의 약속 流
- 4대강 살리기 - 기대효과 영상
- 6월 민주항쟁 국민 대토론
- 6.25 60주년 특별기획
- 7분 다큐
- HD특선 다시보는 문화영화
- KTV - YTN사이언스 공동기획 '안전 코리아'
- KTV 10
- KTV 100년의 행복, 희망 대한민국
- KTV 100년의 행복, 희망 대한민국 +
- KTV 1230
- KTV 13
- KTV 230
- KTV 330
- KTV 430
- KTV 730
- KTV 7
- KTV 7
- KTV 7
- KTV 830
- KTV 830
- KTV 9
- KTV 930
- KTV 930
- KTV NEWS 10
- KTV NEWS 13
- KTV NEWS 14
- KTV NEWS 16
- KTV NEWS 9
- KTV SNS
- KTV SNS 공감영상
- KTV 긴급토론
- KTV 뉴스
- KTV 뉴스10시
- KTV 뉴스16시
- KTV 뉴스(17시)
- KTV 다큐 프라임-EBS1
- KTV 문화가 있는 삶
- KTV 스포츠가 있는 삶
- KTV 스페셜
- KTV 시네마
- KTV 신년 특별기획
- KTV 앙코르 TV문학관
- KTV 정책진단
- KTV 정책통
- KTV 중계석
- KTV 중계실
- KTV 특별기획
- KTV 특보
- KTV 특선
- KTV 특집
- KTV 특집다큐
- KTV 특선다큐멘터리
- KTV 특집
- KTV 특집토론
- KTV 국정뉴스
- KTV 종합뉴스
- KTV 네트워크
- SB기획
- SB캠페인
- SNS SB
- 『정책&이슈』
- 건강통
- 경찰리포트
- 국민리포트
- 국민행복시대
- 국세 매거진
- 국악 콘서트 울림
- 귀농 다큐 ‘살어리랏다’
- 극한 직업
- 다시보는 대한늬우스
- 다시보는 문화영화
- 대통령 신년사
- 대한늬우스의 ‘그때 그 사람’
- 대한늬우스와 함께하는 ‘리사이틀 인생쇼’
- 대한늬우스의 주인공을 찾습니다 (SB)
- 대한민국정책포털
- 대한민국정책퀴즈왕
- 로드다큐 아시아
- 명품열전
- 문화카페
- 미스터리 아시아
- 발굴 스토리
- 방방곡곡 국민 행복 리포트
- 방방곡곡 국민 행복 리포트+
- 방송 모니터
- 베테랑
- 사랑합니다 대한민국!
- 사랑합니다 대한민국+
- 살맛나는 이야기 미담(美談)
- 생방송 KTV 토론광장
- 생방송 국정네트워크
- 생방송 국정현장
- 생방송 뉴스&토크
- 생방송 대한민국
- 생방송 정보넷 코리아
- 생방송 정보와이드 3부
- 생방송 토론광장
- 생방송e-korea1부
- 생방송e-korea2부
- 생방송e-korea3부
- 생방송특급작전일자리팡팡
- 생생 문화광장
- 생활공감 행복충전
- 생활과 정책
- 생활과 정책
- 생활법령 탐구생활
- 생활정보 유쾌한 발견
- 세미나 중계실
- 세계테마기행-EBS1
- 순풍 산부인과-SBS
- 스페셜기획 『이제는 경제다!』
- 스페셜기획 『이제는 경제다!』+
- 시니어리포트
- 신한국비경
- 아침e-korea
- 안숙선의 소리마당
- 앙코르 베스트셀러극장
- 여기는 국정기록실
- 여명의 눈동자
- 연합뉴스
- 영상기록 시간속으로 (2010.03.19~2013.04.20)
- 영상기록 시간속으로 (2013.02.25~)
- 영상포엠 한국 100경
- 영상산책
- 영상실록 '국민과 함께 만든 더 큰 대한민국'
- 영상 어제와 오늘
- 영상에세이 국민여러분
- 영상에세이 대한민국
- 영상의궤 "선진일류국가 시대를 열다"
- 영상포엠 마음이 머무는 풍경
- 영화공감
- 오감만족 세상은 맛있다-KBS2
- 오늘의 정책
- 오늘의국정
- 외신에 비친 한국
- 우리가락얼쑤
- 우리가락우리춤
- 우리가만드는나라
- 우리것을찾아서
- 우리는 공무원
- 우리땅 속살보기 '오지'
- 우리땅 숨은 그림 오지
- 우리말 하나되기
- 우리말알고씁시다
- 우리문화탐구-멋과슬기
- 우리시대 나눔과 어울림
- 우리의국군
- 우리지방소식
- 월드컵으로가는길
- 월드컵특집
- 월요진단
- 위대한 도전, 4대강 살리기
- 위클리 여론
- 유밀레가여는세상
- 이 한권의 책
- 이 시각 주요뉴스
- 이슈 본(本)
- 인터넷 라디오 방송 채널 '포피'
- 전통의 향기
- 정보라인2
- 정보라인5
- 정보와이드 6
- 정보와이드 930
- 정보와이드 모닝
- 정보파노라마
- 정보파노라마1
- 정보파노라마2
- 정상외교
- 정재환의 아하 그렇군요
- 정찬용의 정책포커스
- 정책 A／S
- 정책 오늘
- 정책 오늘
- 정책 오늘
- 정책 와이드
- 정책 인사이드
- 정책 포커스
- 정책 플러스
- 정책 현장
- 정책 현장
- 정책 현장 속으로
- 정책 현장을 가다
- 정책&여론
- 정책&이슈
- 정책&이슈 (통일로 가는 길)
- 정책Q&A
- 정책＆여론
- 정책라인 10
- 정책브리핑
- 정책을 알면 돈이 보인다
- 정책을 알면 돈이 보인다
- 정책포커스
- 정책현장
- 정책현장 2
- 정책홈쇼핑 K
- 주간 SNS 정책현장
- 주간 청와대 소식
- 철밥통은 가라
- 청와대 브리핑
- 출발 정책 투데이
- 출발! 국정투데이
- 출발전국을향하여
- 카메듀서의 映像美學
- 캠퍼스리포트
- 캠퍼스토론 청년, 通하라!
- 코리아 월드 베스트
- 코리아2002
- 코리아플러스
- 퀴즈게임 무한도전
- 클릭 정책이 보인다
- 클릭! 퀴즈마당
- 클릭,사이버정부
- 클릭@정책
- 토론광장 클릭 10 PM
- 특별생방송
- 특별한 강의
- 특집
- 파워특강
- 파워특강 10 minutes
- 포토에세이 대한민국
- 한국기행-EBS1
- 한국의 맛
- 한국인의 밥상-KBS1
- 한지붕 세가족
- 해외 특선다큐
- 행복한 오후
- 활짝 청와대 이야기
- 허준
- 휴먼다큐 앞서가는 사람들
- 희망로드 세계로
- 희망의 새시대
- 히스토리텔링 동행
- 힐링다큐 한국의 섬
- KTV 대한뉴스

## 사옥
- 1991년 9월 1일 ~ 1995년 2월 28일 : 서울특별시 강남구 역삼동 704-45
- 1995년 3월 1일 ~ 2014년 12월 15일 : 서울특별시 강남구 역삼동 704-45 KTV 국립방송
- 2014년 12월 15일 ~ : 세종특별자치시 노을4로 13 정부세종2청사 KTV 국민방송

## 같이 보기
- KBS 제3라디오
- SBS 러브FM
- SBS 파워FM
- TBS FM
- cpbc FM
- YTN 라디오
- EBS 1TV
- 연합뉴스TV JOB